# 於地紘仁
於地紘仁，本名：越智浩仁（おち ひろひと），日本男性動畫導演、演出家、編劇。出身於岐阜縣。
代表作是擔任導演的《金色琴弦》系列、《名偵探柯南》、動畫版《戰國無雙》。此外，曾在《名偵探柯南》和《戰國無雙》參加編劇工作。

## 人物簡介
宇都宮大學教育學部中退。大學在學期間曾經加入動畫研究會。2006年的電視動畫《金色琴弦 ～primo passo～》首次擔任導演。
參加動畫製作以來，大多以日昇動畫和TMS Entertainment這兩家動畫公司作為活動據點。另外以前經常使用本名參加動畫製作，2006年左右開始才使用現在的別名持續參加。

## 主要參加作品

### 電視動畫
- Topo Gigio（日语：トッポ・ジージョ）（1988年，製作進行）
- 太陽勇者（1991年－1992年，演出）
- 元氣爆發伏魔金剛（1992年－1993年，分鏡、演出）
- 熱血最強哥修羅（1993年－1994年，分鏡、演出）
- 霸王大系龍騎士（1994年－1995年，分鏡、演出）
- 獸戰士Gulkeeva（日语：獣戦士ガルキーバ）（1995年，編劇、分鏡、演出）
- 新機動戰記鋼彈W（1995年－1996年，分鏡）
- 機動新世紀鋼彈X（1996年，分鏡、演出）
- 名偵探柯南（1996年－，導演〈第4代／2008年－2012年〉、編劇、構成、分鏡、演出、OP分鏡、ED分鏡&演出）[注 2]
- MAZE☆爆熱時空（1997年，分鏡、演出）
- 尼克斯特戰記EHRGEIZ（日语：ネクスト戦記EHRGEIZ）（1997年，分鏡、演出）
- 勇者王（1997年－1998年，分鏡）
- 機動神腦（1998年，分鏡、演出）
- 逮捕令Special（1999年，分鏡、演出）
- 深藍救兵（2000年－2001年，分鏡）
- Z.O.E Dolores, i（日语：Z.O.E Dolores, i）（2001年，分鏡）
- 戰鬥陀螺（2001年，分鏡）
- 神奇寶貝 雷公雷的傳說（2001年，分鏡、演出、OP動畫）
- 銀河天使 (第3期)（2002年，演出）
- 魯莽天使（2002年 - 2003年，分鏡）
- 遙遠時空 ～八葉抄～（2004年－2005年，分鏡、演出）
- 金色琴弦 ～primo passo～（2006年－2007年，導演、分鏡、OP分鏡）
- 神奇寶貝鑽石&珍珠（2006年－2010年，分鏡）
- 金色琴弦 ～secondo passo～（2009年，導演、分鏡）
- 卡片鬥爭!! 先導者 王牌連接篇（2013年，分鏡）
- 戰國無雙SP 真田之章（2014年，導演、分鏡、演出）
- 金色琴弦 Blue♪Sky（2014年，總導演、分鏡）
- 狼少女和黑王子（2014年，分鏡）
- 戰國無雙（2015年，導演、編劇、分鏡、OP分鏡、ED分鏡&演出）[注 3]
- 卡片鬥爭!! 先導者G（2015年，分鏡）
- 青年怪醫黑傑克（2015年，分鏡）
- 卡片鬥爭!! 先導者G GIRS危機篇（2015年－2016年，分鏡）
- 卡片鬥爭!! 先導者G 超越之門篇（2016年，分鏡）
- 鬼平（2017年，分鏡）
- 悠久持有者！ ～魔法老師！2～（2017年，分鏡）
- 狐狸之聲（2018年，導演[1]、編劇、分鏡）[注 3]
- 魔法禁書目錄III（2018年，分鏡）
- Re:Stage！Dream Days♪（2019年，分鏡）
- 在地下城尋求邂逅是否搞錯了什麼II（2019年，分鏡）
- 在地下城尋求邂逅是否搞錯了什麼III（2020年，分鏡）

### OVA
- 銀河英雄傳說 (第1期)（1989年，製作進行）
- 超人洛克 Lord Leon（日语：超人ロック）（1989年，設定製作）
  - 超人洛克 新世界戰隊（日语：超人ロック）（1991年，演出助手）
- 青春夫婦物語 戀子的毎日（日语：恋子の毎日）（1989年－1990年，製作主任、製作進行）
- 力王 RIKI-OH VIOLENCE2 滅亡之子（日语：力王#OVA）（1990年，製作擔當）
- 潮與虎（1993年，分鏡、演出）
- Genocyber 虛界之魔獸（日语：ジェノサイバー）（1994年，演出）
- 沈默的艦隊（1998年，演出）
- 名偵探柯南系列
  - 名偵探柯南 十年後的陌生人（2009年，導演、ED分鏡）
  - 名偵探柯南 怪盜基德在陷阱之島（2010年，導演）
  - 名偵探柯南 來自倫敦的秘密指令（2011年，導演）

### 電影動畫
- 神奇寶貝系列
  - 第4部：雪拉比 穿梭時空的相遇（2001年，演出）
  - 第5部：水都的守護神 拉帝亞斯與拉帝歐斯（2002年，演出）
  - 第7部：裂空的訪問者 代歐奇希斯（2004年，演出）
  - 第9部：神奇寶貝保育家與蒼海的王子 瑪納霏（2006年，分鏡、演出）
  - 第16部：神速的蓋諾賽克特 超夢覺醒（2013年，演出）
- 新暗行御史（2004年，演出）
- 劇場版 寵物反斗星：DOKI DOKI！星球大暴走!?（日语：えいがでとーじょー! たまごっち ドキドキ! うちゅーのまいごっち!?）（2007年，分鏡、演出）
- 劇場版 妖怪手錶：暗影面鬼王的復活（2017年，分鏡、演出）

### 其它
- 名偵探柯南 星影的魔術師（2012年，導演）

## 腳註

## 相關項目
- 日本動畫師列表
- 日昇動畫
- TMS Entertainment